# Kéri Kitty
Kéri Kitty (született Kéri Katalin) (Budapest, 1972. november 22. –) magyar színésznő, színigazgató.

## Életpályája
Édesapja fogorvos volt, édesanyja közgazdász. Édesapja révén van egy 19 évvel fiatalabb féltestvére, húga. Unokatestvére Hajdu Szabolcs filmrendező. Középiskolai tanulmányait a Karinthy Frigyes Gimnáziumban végezte 1987–1991 között. 1991–1995 között elvégezte a Színház- és Filmművészeti Főiskolát, ahol Horvai István és Kapás Dezső osztályában tanult.
Közben 1988–1991 között a Pinceszínház tagja volt. 1994–1995 között a Vígszínházban volt gyakornok. A következő tíz esztendőt a Vígszínházban töltötte (1994-2005). 2005–2010 között szabadfoglalkozású volt; ekkor a Vígszínházban, a Veszprémi Petőfi Színházban, a Szigligeti Színházban valamint a Thália Színházban lépett fel. 2010-2016 között a Veszprémi Petőfi Színház tagja volt, mellette 2012-től a balatonfüredi Kisfaludy Színház igazgatója. 2023-tól rendez és szerepel a Soproni Petőfi Színházban.
2016-tól a Kaposvári Egyetem Művészeti Karának művésztanára, majd osztályvezető tanára, tanszékvezető. 2017-től a Marosvásárhelyi Művészeti Egyetem doktorandusz hallgatója.

### Családja
Férje, Frank Róbert pszichológus és táncművész. 2023-ban jelentették be, hogy 20 év házasság után elváltak. Gyermekeik: Frank Flóra és Frank Dániel. Előbbi táncművész-koreográfus, utóbbi nemzetközi jogásznak tanul.
Balatonfüreden él.

## Színházi szerepei
- William Shakespeare: Ahogy tetszik... Juci
- Thomas Middleton–William Rowley: Átváltozások... Joanna
- Dosztojevszkij: Bűn és bűnhődés... Nasztaszja
- Jane Austen: Büszkeség és balítélet... Elizabeth
- Carlo Goldoni: A chioggiai csetepaté... Pasqua
- Spiró György: Dobardan... Barátnő
- Marcel Achard: Dominó... Lorette
- Marin Držić: Dundo Maroje... Laura
- Marcel Proust: Az eltűnt idő nyomában... Rachel
- Neil Simon: Furcsa pár... Cecily
- Lev Tolsztoj: Háború és béke... Liza Bolkonszkaja
- Grimm fivérek: Hamupipőke... Hamupipőke
- Alexandre Dumas: A három testőr... Ausztriai Anna
- Szomory Dezső: Hermelin... Maltinszky Manci
- Boguslaw Schaeffer: Kacsa... Nő
- Kalandra Fel!
- Dosztojevszkij: A Karamazov testvérek... Grusa
- Calderón de la Barca: Két szék közt a pad alatt... Donna Beáta
- Shakespeare: Lóvátett lovagok... Francia királylány
- Carlo Goldoni: Mirandolina... Mirandolina
- Friedrich Dürrenmatt: A nagy Romulus... Rea
- Makszim Gorkij: Nyaralók... Júlia
- Kárpáti Péter: Országalma... Mariska
- Horváth Péter–Presser Gábor–Sztevanovity Dusán: A padlás... Süni
- Gogol: A revizor... Altisztné
- Arthur Miller: A salemi boszorkányok... Tituba
- Michel Tremblay: Sógornők... Pierette
- William Shakespeare: Sok hűhó semmiért... Hero
- Balassi Bálint: Szép magyar komédia... Briseida
- George Bernard Shaw: Tanner John házassága (A Don Juan kód)... Anna
- Vas István–Illés Endre: Trisztán és Izolda... Fehérkezű Izolda
- Shakespeare: Vízkereszt, vagy amit akartok... Mária
- Krúdy Gyula: A vörös postakocsi... Tizenhárom Sári
- William Shakespeare: A windsori víg nők... Mrs. Ford
- Eugene Ionesco: A kopasz énekesnő... Mrs. Smith
- Örkény István: A kudarcról lesz szó... A Bodó
- Kálmán Imre: A montmartre-i ibolya... Durand-né
- Kornis Mihály: Halleluja... Anyós
- Jaroslav Hašek: Svejk... Kákonyiné
- Friedrich Dürrenmatt: A fizikusok... Monika Stettler

## Rendezései
| Szerző                       | Mű                          | Színház                          | Bemutató éve |
| ---------------------------- | --------------------------- | -------------------------------- | ------------ |
| Joe DiPietro - Jimmy Roberts | Ájlávjú                     | Soproni Petőfi Színház           | 2023         |
| John Osborne                 | Dühöngő ifjúság             | Soproni Petőfi Színház           | 2023         |
| Robert Thomas                | Nyolc nő                    | Kecskeméti Katona József Színház | 2020         |
| Friedrich Schiller           | Stuart Mária                | Csiky Gergely Színház            | 2019         |
| Michael Ende                 | A pokoli puncs-pancs        | Pécsi Nemzeti Színház            | 2018         |
| Carlo Goldoni                | Chioggiai csetepaté         | Csiky Gergely Színház            | 2018         |
| Ray Cooney                   | Család ellen nincs orvosság | Veszprémi Petőfi Színház         | 2016         |
| Örkény István                | Kulcskeresők                | Veszprémi Petőfi Színház         | 2015         |

## Filmjei

### Játékfilmek
- Esti Kornél csodálatos utazása (1995)
- Minden ember halandó (1995)
- A vád (1996)
- Az Operaház Fantomja (1998)
- Tactical Assault (1998)
- Kisvilma - Az utolsó napló (1999)
- Egy szoknya, egy nadrág (2005)
- S.O.S. szerelem! (2007)
- 9 és ½ randi (2008)
- S.O.S. Love! - Az egymillió dolláros megbízás (2011)
- Pillangók (2014)

### Tévéfilmek
- Freytág testvérek 1-5. (1989)
- Hajszál és csengettyű (1994)
- Kisváros (1997-1998)
- TV a város szélén (1998)
- Nyugat 100 - A vetélkedő (2008)
- Tűzvonalban (2008-2010)
- Kossuthkifli (2015)
- Rozmaring kunyhó (2022)

## Szinkronszerepei
| - Brooklyn South: Off. Anne-Marie Kersey - Yancy Butler - Sweet Valley: Cheryl Thomas - Tyffany Hayes - Családi kötelékek: Lauren Miller - Courteney Cox - Teljes bizonyossággal: Ellie Jones - Tracey Needham - Tiltott szerelem: Manuela Itriaga - Betzabeth Duque - Titkok és szerelmek: María José - Yadhira Carrillo - Sea Quest - a mélység titka: Lt. J.J. Fredricks - Elise Neal - Szex és New York: Charlotte York/MacDougal/Goldenblatt - Kristin Davis - Bűbáj: Nancy Tremaine - Idina Menzel - Bűbájos boszorkák: Prue Halliwell - Shannen Doherty (első hang, 1-2. évad) - Zsaru az űrből: Mel Porter - Amy Price-Francis - Bűvölet: Vera Medici - Valentina Vicario - Gimiboszi: Linda Novotny - Delaney Driscoll - Maffiózók: Valentina La Paz - Leslie Bega - Vadmacska: Rosaura Ríos - Marlene Favela - Dawson és a haverok: Audrey Liddell - Busy Philipps - Rejtélyek kalandorai: Miranda Feigelsteen - Alisen Down - Huff: Paula Dellahouse - Kimberly Brooks - Eltűntnek nyilvánítva: FBI Agent Nicole Scott - Vivica A. Fox - Max a zsaru: Júlia - Sandra Celas - M, mint muskétás: Jacqueline Roget/Jacques LePonte - Karen Cliche - Trópusi nyomozók: Gwen Cross - Ally Walker - Lost – Eltűntek: Ana-Lucia Cortez - Michelle Rodriguez - Hegyi mentők: Nurse Helen - Kim Vithana | - Dr. Csont: Angela Montenegro - Michaela Conlin - A sziget nővére: Nancy Guibui - Margaret Harvey - Jericho: Heather Lisinski - Sprague Grayden - Sophie - a nem kívánt jegyesség: Baronin Valerie von Viethoff - Melanie Blocksdorf - Róma: Gaia - Zuleikha Robinson - A vadmacska új élete: Natalia Ríos Soler - Marlene Favela - A szerelem rabjai: Carolina Costas - Paula Siero - Barátok és szerelmek: Gisela Castillo - Gabriela Platas - Lalola: Griselda - Diana Lamas - Seinfeld: Elaine Benes - Julia Louis-Dreyfus - A csúf igazság: Abby Richter - Katherine Heigl - Felkoppintva: Alison Scott - Katherine Heigl - Mr. és Mrs. Smith: Jane Smith - Angelina Jolie - Salt ügynök: Evelyn Salt - Angelina Jolie - Ocean’s Twelve – Eggyel nő a tét: Isabel Lahiri - Catherine Zeta-Jones - Torrente, a törvény két balkeze: Amparito - Neus Asensi - Trója: Andromakhé - Saffron Burrows - Holtidő: Krista Brooks - Gloria Reuben - Underworld: Selene - Kate Beckinsale - Büszkeség és balítélet: Charlotte Lucas - Claudie Blakley - Superman visszatér: Kitty Kowalski - Parker Posey - Míg a jackpot el nem választ: Tipper - Lake Bell - Sky kapitány és a holnap világa: Franky - Angelina Jolie - Horrorra akadva 4.: Holly - Carmen Electra - Anyád napja: Charlotte "Charlie" Cantilini - Jennifer Lopez - Doktor House: Dr. Remy Hadley (Tizenhármas) - Olivia Wilde - Szex, hazugság, video: Ann Bishop Mullany - Andie MacDowell - Paula és Paulina: Elvira - Azela Robinson |

## Díjai
- Varsányi Irén-emlékgyűrű (2005)